# Sverdrupfjella
Die Sverdrupfjella ist eine etwa 80 km lange Gebirgsgruppe im ostantarktischen Königin-Maud-Land. Sie erstreckt sich westlich der Gjelsvikfjella.
Erste Luftaufnahmen entstanden bei der Deutschen Antarktischen Expedition (1938–1939). Norwegische Kartografen kartierten sie anhand von Vermessungen und Luftaufnahmen der Norwegisch-Britisch-Schwedischen Antarktisexpedition (1949–1952) sowie Luftaufnahmen der Dritten Norwegischen Antarktisexpedition (1956–1960). Namensgeber ist der norwegische Ozeanograph Harald Ulrik Sverdrup (1888–1957), Vorsitzender des norwegischen Komitees der Norwegisch-Britisch-Schwedischen Antarktisexpedition.